# Ель-Вісо-де-Сан-Хуан
Ель-Вісо-де-Сан-Хуан (ісп. El Viso de San Juan) — муніципалітет в Іспанії, у складі автономної спільноти Кастилія-Ла-Манча, у провінції Толедо. Населення — 5970 осіб (2023).
Муніципалітет розташований на відстані близько 35 км на південний захід від Мадрида, 32 км на північ від Толедо.
На території муніципалітету розташовані такі населені пункти: (дані про населення за 2010 рік)
- Ель-Вісо-де-Сан-Хуан: 2033 особи
- Гуадаррама-Сентро: 994 особи
- Гуадаррама-Оесте: 531 особа

## Демографія
Динаміка населення (INE ):

## Галерея зображень

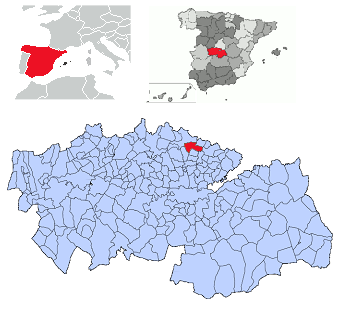
Розташування муніципалітету у провінції Толедо